# Evangelische Kirche (Ützhausen)

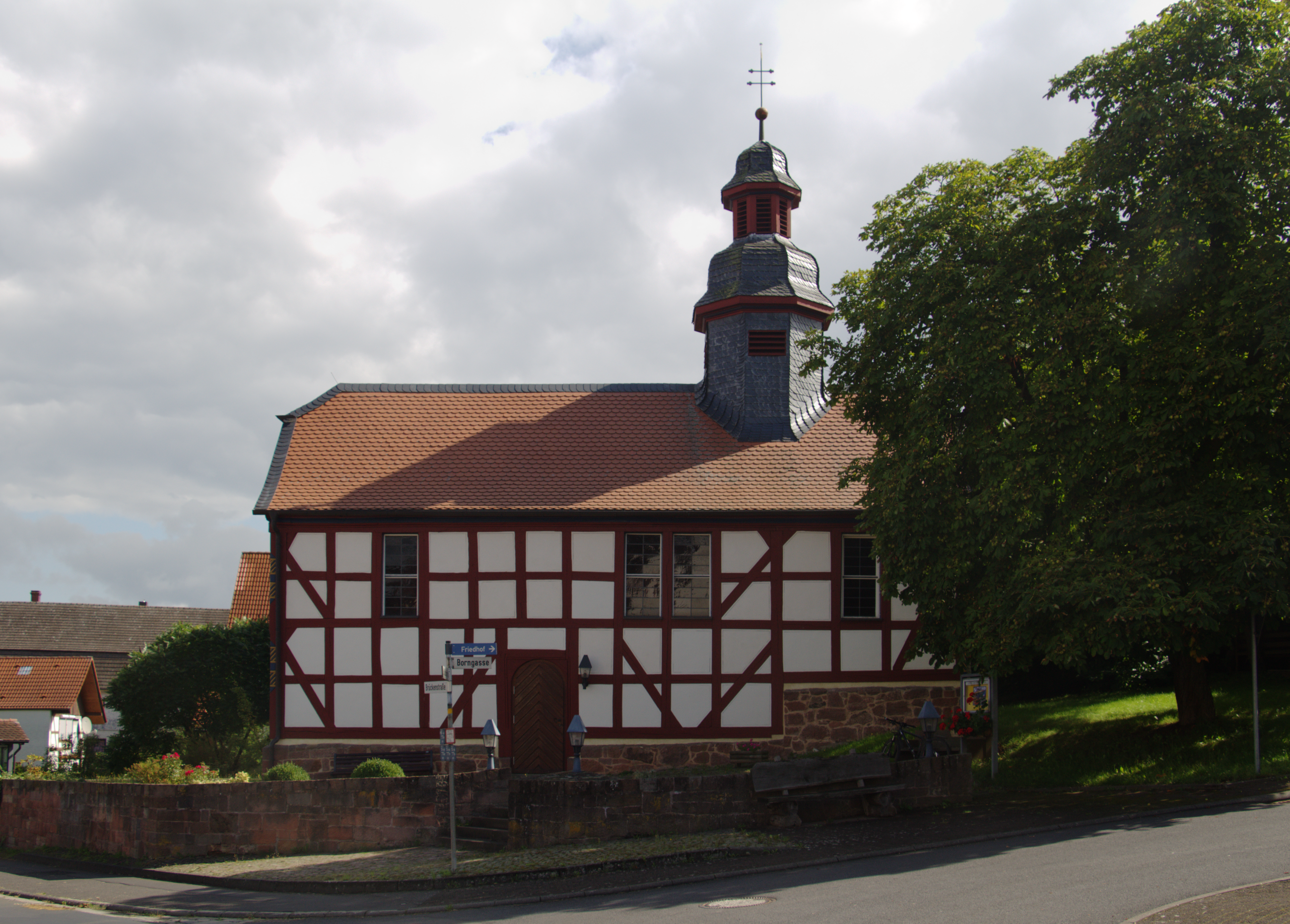
Evangelische Kirche in Ützhausen

Blick von der Empore. Unterzug auf Bügenpfeilern

Die Evangelische Kirche Ützhausen ist ein denkmalgeschütztes Kirchengebäude, das in Ützhausen steht, einem Stadtteil von Schlitz im Vogelsbergkreis in Hessen. Die Kirche ist Predigtstätte der Gesamtkirchengemeinde Christusgemeinde Schlitzerland im Dekanat Vogelsberg in der Propstei Oberhessen der Evangelischen Kirche in Hessen und Nassau.

## Beschreibung
Die Fachwerkkirche wurde 1690 erbaut und nach einem Brand 1717–20 erneuert. Aus dem Krüppelwalmdach des Kirchenschiffs erhebt sich ein achteckiger, schiefergedeckter Dachreiter, auf dem eine glockenförmige Haube sitzt, die von einer Laterne bekrönt wird. 
Der Innenraum wird von einer Flachdecke überspannt und weist eine – natürlich hölzerne – Einteilung in Zwei Schiffe auf, was sie zu einer Hallenkirche macht; die Decke liegt auf einem mittigen Unterzug in Längsrichtung der von zwei  Bügenpfeiler, getragen wird, also Stütze mit Kopfbügen. Das Altarkreuz stammt aus dem 17. Jahrhundert. Die Orgel wurde 1845 von Augustin Oestreich gebaut.